# Hans Kuhn (linguiste)
Pour les articles homonymes, voir Kuhn.
Hans Kuhn (1899-1988) est un linguiste et philologue allemand.

## Travaux
En se basant sur l'affirmation de Jules César que les Belges différaient des Gaulois par la langue, certains spécialistes, tels Maurits Gysseling, Hans Kuhn, Rolf Hachmann et Wolfgang Meid, postulent l'existence ancienne d'une langue belge spécifique, rattachée à la famille des langues indo-européennes, mais distincte à la fois du celtique et du germanique, et entretenant peut-être des rapports particuliers avec les langues italiques. Cette hypothèse se rattache à l'existence supposée d'un ancien peuple appelé « bloc du Nord-Ouest » et situé entre Celtes et Germains, correspondant en archéologie à la culture d'Hilversum.

## Publications
- (de) Hans Kuhn, « Vor- und frühgermanische Ortsnamen in Norddeutschland und den Niederlanden », Westfälische Forschungen, 12, p. 5 - 44, 1959.
- (de) Hans Kuhn, Rolf Hachmann et Georg Kossack, Völker zwischen Germanen und Kelten. Schriftquellen, Bodenfunde und Namengute zur Geschichte des nördlischen Westdeutschlands um Christi Geburt, Neumünster, Karl Wachholz, 1962.